# Kupplungsschlüssel

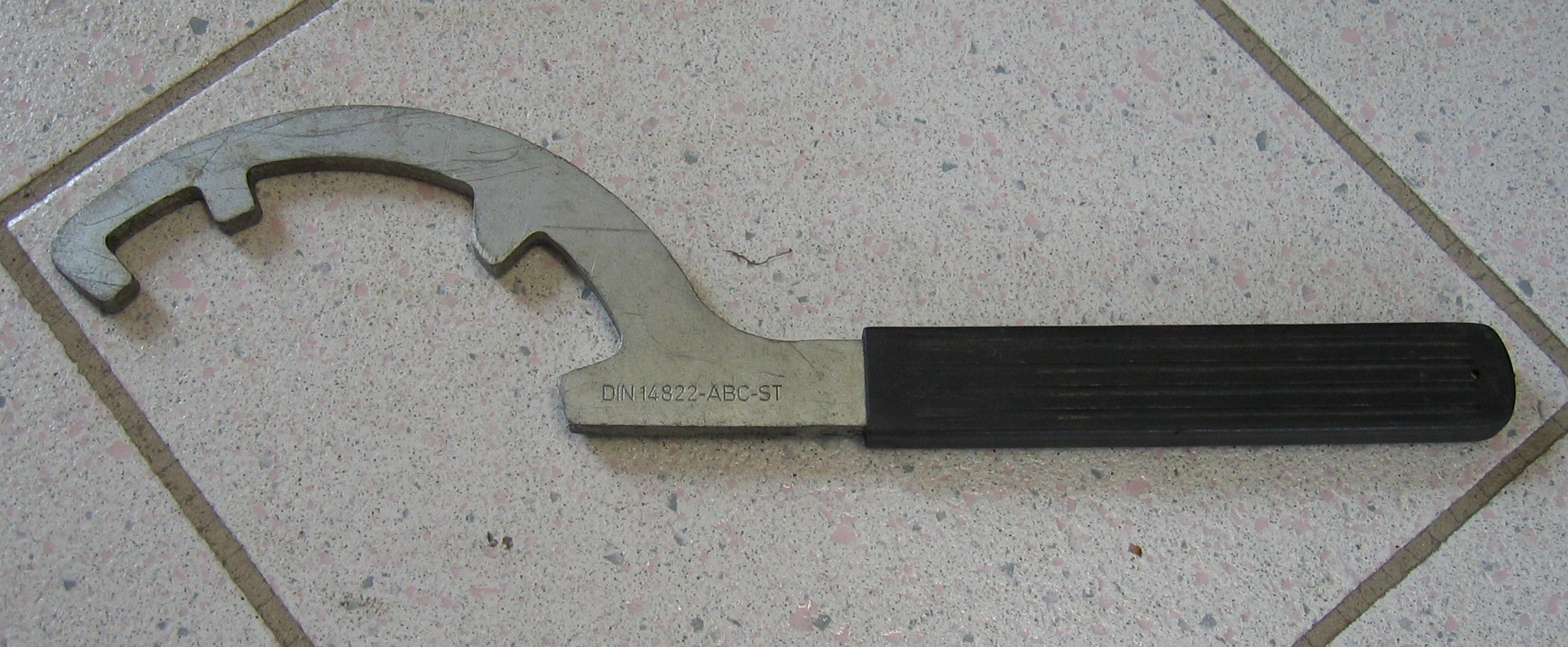
Kupplungsschlüssel (ABC)

Drei Kupplungsschlüssel verschiedener Ausführung
(von oben: BC, ABC, Univ.)

Ein Kupplungsschlüssel ist ein Werkzeug zum Öffnen beziehungsweise Schließen von Schlauchkupplungen, im Speziellen für Storzkupplungen, wie sie hauptsächlich von der Feuerwehr in Europa verwendet werden.
Er besteht in der Regel aus Metall. Der Griff von einseitigen Schlüsseln ist häufig mit Kunststoff überzogen, um einen besseren Griff zu gewährleisten, während bei Universalschlüsseln jeweils ein Ende als Griff verwendet wird. Am „Maul“ des Schlüssels befinden sich mehrere Nasen, die in entsprechende Mulden an der Kupplung passen. Durch die entstehende Verzahnung kann genug Kraft auf die Kupplung gesetzt werden, um sie zu schließen oder zu öffnen. Den Schlüssel gibt es in zwei Größen ABC und BC, die jeweils für die Kupplungen der entsprechend Schlauchgrößen verwendet werden. Meistens wird die Form, bei der alle Größen kombiniert sind, verwendet. Wurden sie früher aus Stahl geschmiedet, werden sie heute meist aus wesentlich leichterem Aluminiumguss oder nicht funkenreißenden Kupferlegierungen hergestellt.
Zum Öffnen oder Schließen von Kupplungen wird für jede Kupplungshälfte ein Kupplungsschlüssel benötigt. Die Kupplungsschlüssel werden daher auf den Fahrzeugen als Pärchen gelagert und entnommen. Das Zusammenkuppeln erfolgt im Uhrzeigersinn, das Auseinanderkuppeln entgegen dem Uhrzeigersinn. Beim Auseinanderkuppeln werden die Schlüssel über Kreuz gehalten.

## Sonderformen
Für Schlauchleitungen, die in explosionsgefährdeter Umgebung bzw. zum Pumpen von brennbaren Stoffen eingesetzt werden, gibt es Kupplungsschlüssel auch aus nicht funkenreißenden Messinglegierungen.